# Sandwich (Royaume-Uni)
Pour les articles homonymes, voir Sandwich (homonymie).
Sandwich est une ville du district de Dover, dans le Kent, en Angleterre.

## Histoire
Au Moyen Âge, c'est un port important qui fait partie des Cinq-Ports. Au fil des siècles, les dépôts marins de sable éloignent le rivage à quelques kilomètres du village. En vieil anglais, Sandwicæ signifie port sur le sable.
En rentrant de la troisième croisade, Richard Cœur de Lion est fait prisonnier par l’empereur Henri VI. L'empereur le libère en février 1194 et Richard retrouve l'Angleterre en débarquant au port de Sandwich le 20 mars 1194.
La ville joue un rôle important dans la mobilisation navale anglaise pendant la guerre de Cent Ans. En 1339, la ville est prise et pillée par une attaque de la marine française. En 1457, le port est saccagé par les troupes du comte d'Évreux, Pierre de Brézé.
En 1660, le comté de Sandwich est ajouté à la pairie d'Angleterre afin de récompenser Édouard Montagu qui en devient plus tard le 1er comte. Son arrière petit-fils, John Montagu, 4e comte de Sandwich, inspire le nom à l'aliment aujourd'hui mondialement connu et James Cook, dont il parraine les voyages, nomme en son honneur les îles Sandwich.
Cette ville médiévale est toujours entourée en grande partie par ses remparts de terre. La ville est aussi entourée de deux golfs : le Royal St George's et le Prince's Golf Club.